# Ultra-Humanite
Ultra-Humanite è un personaggio dei fumetti, un supercriminale delle storie pubblicate dalla DC Comics. Ultra-Humanite apparve per la prima volta in Action Comics n. 13 nel 1939 e fu uno dei primissimi supercriminali dei fumetti.

## Biografia del personaggio

### Golden Age
Ultra-Humanite è il primo supercriminale affrontato da Superman. Fu disegnato per esserne l'esatto opposto: mentre Superman è un eroe con una forza sovrumana, Ultra-Humanite è un criminale che controlla le menti, con un corpo storpiato e un incredibile intelletto.
Superman scoprì Ultra-Humanite la prima volta quando questi fu la mente di alcuni crimini commessi da alcuni criminali provvisti di armi tecnologicamente avanzate. Dopo una serie di battaglie con Superman, Ultra-Humanite fu presunto morto. Più tardi, Superman lo incontrerà vivo e vegeto nel corpo dell'attrice Delores Winters. Ultra-Humanite gli spiega che dopo aver rapito la signora Winters sostituì il cervello di lei col suo.
Jerry Siegel e Joe Shuster rimpiazzarono Ultra-Humanite come arcinemico di Superman, quando presentarono Lex Luthor nel fumetto.
Originariamente, Luthor era stato raffigurato come uno scienziato pazzo con una testa piena di capelli rossi. Un disegnatore, per errore, lo disegnò completamente calvo e Siegel non poté fare a meno di approvare il suo nuovo look. Dato che Siegel e Shuster non avevano bisogno di due scienziati pazzi calvi come nemici di Superman, quindi abbandonarono la figura di Ultra-Humanite in favore di Luthor. Ultra-Humanite fece la sua ultima apparizione nei fumetti di Superman in Action Comics #21 (1940) e per decenni cadde nel dimenticatoio.

### Silver Age e il Multiverso
Con l'introduzione del sistema dei Multiversi nella DC, la continuità delle storie di Superman della Golden Age e di Ultra-Humanite furono spostate su Terra-2, la Terra dei personaggi della Golden Age. Ultra-Humanite fu reintrodotto durante la Silver Age come nemico fisso nelle storie di Mr. e Mrs. Superman, dell'antologico Superman Family. Mr. e Mrs. Superman consistevano di storie circa i primi anni di matrimonio tra Superman di Terra-2 e Lois Lane, e vedevano come antagonisti parecchi nemici di Superman della Golden Age, di cui Ultra-Humanite era il principale. Nell'annual JLA/JSA in Justice League of America, situato tra il numero #195 e il numero #197, Ultra-Humanite trasferì la sua coscienza nel corpo di uno scimmione albino e divenne il più grande super criminale di Terra-2. Dopodiché, Ultra-Humanite comparve regolarmente nei fumetti della DC combattendo contro l'All-Star Squadron negli anni '40 e contro la Justice Society of America e l'Infinity, Inc. nei decenni successivi alla Seconda guerra mondiale.

### Post-Crisi
Dopo la serie limitata tra il 1985 e io 1986 Crisi sulle Terre infinite, la storia di Superman fu riscritta nella miniserie L'Uomo d'Acciaio, e il Superman di Terra-2 fu rimosso dalla continuità.
Tuttavia, Ultra-Humanite fu escluso dal riavvio di Superman, e la sua storia post-crisi rimase collegata alle storie degli anni '40 e alla Justice Society of America e all'All-Star Squadron.Comparse precedenti di Ultra-Humanite che si scontra col Superman della Golden Age in Action Comics dal numero 13 al numero 21 degli anni quaranta e in All-Star Squadron furono ri-raccontate per il bene della continuità per mostrare il fatto che aveva combattuto contro gli eroi degli anni '40.
I primi tre numeri di Leggende dell'Universo DC ebbero come ospite il Superman post-crisi, agli inizi della carriera, battendosi contro uno scienziato chiamato Morgan Wilde che, arrabbiato per la scomparsa della moglie, giurò vendetta su Luthor e ottenne l'abilità di trasferire la "essenza vitale" come U.L.T.R.A. Humanite. Lo status canonico di questa storia non è chiaro. Questo può essere stato un tentativo per reintrodurre retroattivamente il personaggio di Ultra-Humanite nelle storie del Superman Post-Crisi.
Il piano più ambizioso di Ultra-Humanite comparve nella storia della JSA "Il Tuono Rubato", dove, nel corpo invecchiato di Johnny Thunder, inganna Jakeem Thunder nel dargli la sua penna magica. Con il potere dell'onnipotente Thunderbolt, Ultra-Humanite, per prima cosa, ripristina la giovinezza del suo corpo, quindi procede nella conquista del mondo. Sotto il suo dominio, la Terra si trasforma essenzialmente in una singola mente, in cui quasi tutti i metaumani diventano un'estensione di Ultra-Humanite.
Tuttavia, una manciata di eroi pianificano di fuggire dal controllo di Ultra-Humanite: Jakeem Thunder, Capitan Marvel, Hourman, i tre Crimson Avengers, Power Girl, Sand e il secondo Icicle. Anche Wildcat e Hector Hall sono liberi. Tuttavia, sono entrambi prigionieri di Ultra-Humanite. Ultra-Humanite viene ucciso da Crimson Avenger, come vendetta per l'omicidio del primo Crimson Avenger, che muore pochi istanti prima in un'esplosione attivata da Ultra-Humanite stesso.

### Un Anno Dopo
Dopo gli eventi di Crisi Infinite, la storia fu alterata riportando alla vita Dolores Winters (ora chiamata Delores Winters) rivelando che quando Ultra-Humanite rubò il suo corpo e vi mise il suo cervello, quello della donna fu messo in un altro corpo, sulle pagine di JSA Classified numeri 19 e 20 (2007).
Nel crossover tra il 2006 e il 2007 "Lightning Saga" tra la Justice League e la Justice Society, la storia non raccontata di come Ultra-Humanite transitò dal corpo di Dolores Winters in quello di una Scimmia albina fu rivelata: Per Degaton, il criminoso viaggiatore del tempo e più giovane versione di Despero salvò la versione Dolores Winters di Ultra-Humanite da un ospedale del 1948. Fu rivelato che Ultra-Humanite era stato colpito dal cancro terminale e in cambio della sua lealtà, Per Degaton acconsentì a provvedergli un nuovo corpo, nella forma di un raro scimmione albino da una città civilizzata segreta nota come Gorilla City. Dopo ciò, i due viaggiatori temporali si allearono con Mr. Mind, Rex Hunter, il misterioso "Black Beetle", e il criminoso padre di Booster Gold nel tentativo di manipolare il tempo per i propri scopi. Tuttavia, la cospirazione dipana dalle mani di Booster Gold e da Blue Beetle Ted Kord. Alla fine, Ultra-Humanite e Despero furono mandati nel passato dopo che il loro gruppo fu sconfitto.
Rimane da vedere qual è l'ultimo destino di Ultra-Humanite. Si deve far notare che in Justice League of America (vol. 4) #1 (2006), Ultra-Humanite è vivo e sta bene, avendo rubato una copia dell'elmetto "Mento" di Dayton. Se questa è o no una versione passata di Ultra-Humanite rimane sconosciuto.

## Elseworld
Nella miniserie di Elseworld,The Golden Age, Ultra-Humanite piazza il suo cervello nel corpo di Tex Thompson, conosciuto come "Americommando". Organizza anche di piazzare il cervello del suo alleato, Adolf Hitler, nel corpo di Danny Dumbar, mentre simultaneamente pianifica di donare a Hitler dei super poteri.
Ultra-Humanite è il nemico principale di Superman & Batman:Generations. Apparve per la prima volta nella storia del 1939, ma si pensa che sia rimasto ucciso quando il suo razzo fuggito esplose. Decenni dopo, fu rivelato che Humanite ebbe piazzato il suo cervello nel corpo di un servile Lex Luthor. Tentò di scambiare il suo corpo con quello dell'allora depotenziato Superman, ma rimase ucciso quando Superman, tentando di scappare, gettò un'asta contro il computer di Humanite, causando la morte di questi per elettropulsione.

## Poteri
Ultra-Humanite è uno scienziato pazzo, in aggiunta al suo genio, ha il potere di trasferire il suo cervello nel corpo degli altri. Molti corpi occupati nel corso degli anni furono quelli di Dolores Winters, un insetto gigante, un Tyrannosaurus rex, uno scimmione albino geneticamente modificato, il membro della Justice Society of America Johnny Thunder e una cupola di vetro.

## Altre Versioni
Un'altra versione di Ultra-Humanite compare nei numeri 3 e 4 di Tangent:Superman's Reign.Questa versione è un'arma costruita dai sovietici, che persero il controllo. Viene distrutto in battaglia dalla versione Tangent di Superman.

## Altri Media

### Televisione
- Ultra-Humanite è uno dei villain principali nella terza stagione della serie tv Stargirl.
- Ultra-Humanite compare nella forma di gorilla in tre episodi della serie animata Justice League doppiato da Ian Buchanan in inglese e da Riccardo Rovatti in italiano. In questa versione, viene mostrato come un intellettuale criminale acculturato con un profondo affetto per la musica lirica. La versione animata viene mostrata anche come più beneveolente, rispetto alla sua controparte nei fumetti, finendo sempre per aiutare in un modo o nell'altro, l‘eroe protagonista di ogni episodio in cui comparve (anche se solo per ragioni personali). Le sue origini non sono rivelate all'interno della serie, ma una frase dell'episodio Confort & Joy (inedito in Italia) fa presumere che in passato fosse una persona normale.
Il suo apprezzamento verso la musica è una componente maggiore dello scioglimento dell'episodio "Una banda pericolosa", quando Batman persuade Ultra-Humanite a rivoltarsi verso Lex Luthor e a costituirsi alle autorità in cambio di un'ingente somma di denaro che viene descritta solo come doppia in confronto alla paga di Luthor. Ultra-Humanite dona il denaro alla rete televisiva che trasmette l'opera in TV così che possa andare in onda più a lungo (cosa che infastidisce Luthor, che è nella cella accanto).
Nello special nataliazio Confort & Joy aiuta Flash a riparare un giocattolo che è stato danneggiato dalla loro battaglia, e che il velocista aveva acquistato per alcuni orfani. Humanite, inoltre, riprogramma la normale voce fastidiosa del pupazzo, in modo che reciti Lo Spaccanoci ai bambini.

Mentre Ultra-Humanite non compare nel cartone animato Batman: The Brave and the Bold, appare in Batman: The Brave and the Bold fumetto, nel numero #3,Batman Presidente!.

### Film

#### Justice League: The New Frontier
Ultra-Humanite compare in un piccolo cameo nel film animato Justice League: The New Frontier. Viene visto durante il famoso discorso del presidente John F. Kennedy.

#### Videogiochi
Ultra-Humanite è in preparazione per essere un personaggio di DC Universe Online nella sua forma di scimmione albino.
Ultra-Humanite appare come personaggio sbloccabile e giocabile in LEGO Batman 3: Gotham e oltre.
Appare inoltre come personaggio giocabile in LEGO DC Super-Villains.